# Manning (Autriche)
Manning est une commune autrichienne du district de Vöcklabruck en Haute-Autriche.